# Système auditif
Le système auditif est le système sensoriel du sens de l'ouïe. Il est composé de deux systèmes : le système auditif périphérique et le système auditif central. Dans le système auditif périphérique, on retrouve l’oreille externe, moyenne et interne. Le système auditif central comprend le nerf auditif jusqu’au cortex auditif.

## Système auditif périphérique
Le long de son trajet de l'extérieur jusqu'au cerveau antérieur, l'information sonore est conservée et en même temps modifiée de diverses manières. Celle-ci change deux fois de support, passant d'abord de l'air à un liquide, puis de ce liquide à des potentiels d'action.

### Aperçu du système
L'oreille externe achemine les vibrations sonores vers le tympan, ce qui augmente la pression acoustique dans la gamme des fréquences moyennes. Les osselets (marteau, enclume, étrier) de l'oreille moyenne amplifient encore la pression vibratoire environ 20 fois et transmet cette énergie vers l’oreille interne via la fenêtre ovale. Le liquide à l’intérieur de la fenêtre ovale (la périlymphe) vibre et provoque le renflement de la fenêtre ronde tandis que la fenêtre ovale s'élargit.

### Oreille externe
Les plis de cartilages qui entourent le conduit auditif sont nommés le pavillon. Les ondes sonores sont réfléchies et atténuées lorsqu'elles frappent le pavillon, et ces changements apportant des informations supplémentaires qui aideront le cerveau à déterminer la direction des sons. L'onde sonore entre par le conduit auditif externe, un simple tube (mais qui amplifie les sons d'une fréquence comprise entre 3 et 12 kHz). La membrane tympanique est située à l'extrémité du conduit auditif externe et elle marque le début de l'oreille moyenne.

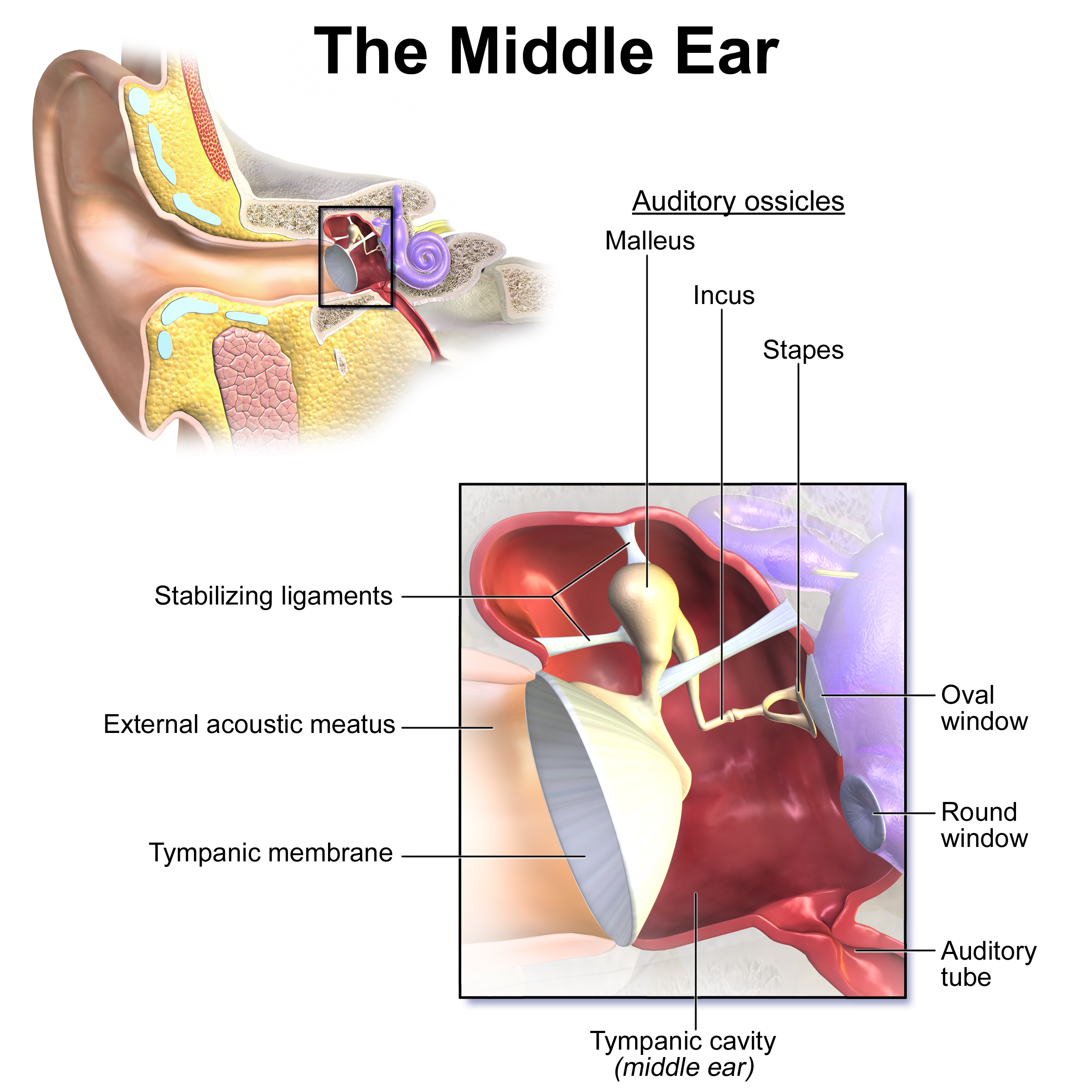
Structures de l'oreille moyenne

### Oreille moyenne
L'oreille moyenne est composée du tympan, des trois osselets (marteau, enclume, étrier) et de la trompe d'Eustache.
Les ondes sonores traversent le conduit auditif et frappent le tympan. Ces ondes traversent la cavité de l'oreille moyenne remplie d'air par l'intermédiaire d'une série d'os: marteau, enclume et étrier. Ces osselets agissent comme un levier, convertissant les vibrations sonores du tympan à basse pression en vibrations sonores à haute pression au niveau d'une autre membrane, plus petite, appelée fenêtre ovale ou fenêtre vestibulaire. Le manche du marteau s'articule avec la membrane tympanique, tandis que la base de l'étrier s'articule avec la fenêtre ovale. Une pression plus élevée est nécessaire au niveau de la fenêtre ovale qu'au niveau de la membrane tympanique car l'oreille interne au-delà de la fenêtre ovale contient du liquide plutôt que de l'air.

#### Le réflexe stapédien

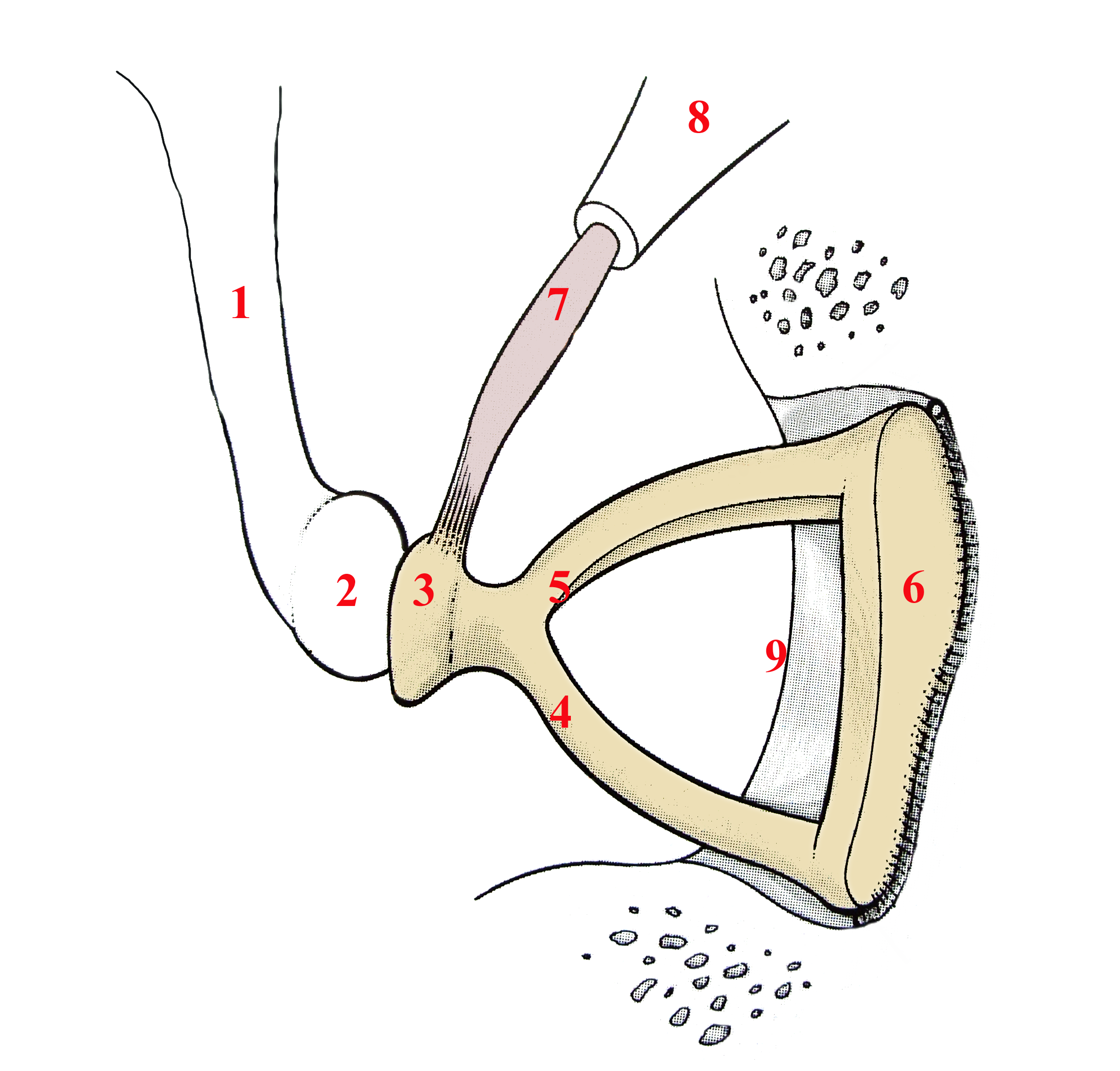
Muscles de l'oreille moyenne: muscle tenseur du tympan et muscle stapédien (7).

Le réflexe stapédien des muscles de l'oreille moyenne permet de protéger l'oreille interne des dommages provenant des sons forts. En réponse à un son fort, le muscle stapédien se contracte ce qui modifie l'angle de l'étrier. L’angle de l’étrier va modifier son axe de rotation ce qui détend la chaîne tympano-ossiculaire et réduit la transmission de l'énergie sonore vers l'oreille interne. Le muscle stapédien est innervé par le nerf facial. Sa fonction est de protéger contre les sons forts en baissant la pression sur la membrane tympanique et le périlymphe (liquide de l’oreille interne).

#### Trompe d'Eustache
La trompe d'Eustache est un petit conduit qui relie l'oreille moyenne à la cavité nasale. Elle s'ouvre lors de la déglutition et permet à l'air extérieur d'entrer dans l'oreille moyenne. Elle occupe les fonctions suivantes : équilibrer les pressions de l'oreille externe et moyenne, renouveler l'air dans l'oreille moyenne, évacuer le mucus de l'oreille moyenne et empêcher la montée d'infection dans l'oreille moyenne.

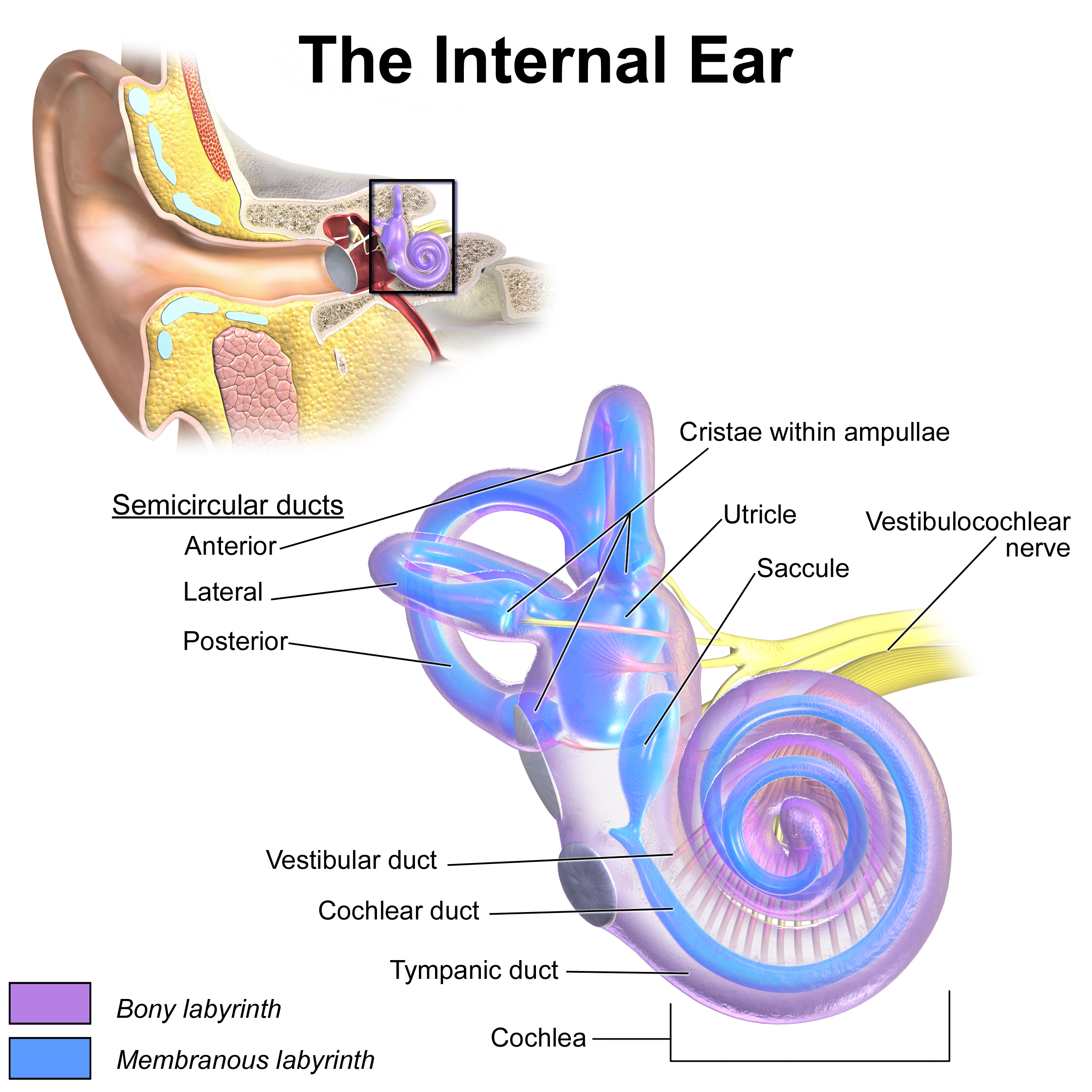
Schéma de l'oreille interne et des composantes de la cochlée

### Oreille interne
L'oreille interne est constituée de deux organes sensoriels distincts : la cochlée, l'organe de l'audition et le vestibule, l'organe de l'équilibre. La cochlée comporte trois sections remplies de liquide (i.e. la scala media, la scala tympani et la scala vestibuli), et soutient une onde liquide entraînée par la pression à travers la membrane basilaire séparant deux des sections. Une des sections, le canal cochléaire ou la scala media, contient de l'endolymphe et se situe dans le labyrinthe membraneux. C'est dans le conduit cochléaire (scala media) que se retrouve l'organe de Corti. Les deux autres sections, la scala tympani et la scala vestibuli, sont situées à l'intérieur du labyrinthe osseux, et sont remplies de périlymphe, un liquide similaire en composition au liquide cérébrospinal. La différence chimique entre l'endolymphe et la périlymphe est importante pour le fonctionnement de l'oreille interne, à cause des différences de potentiel électrique entre les ions de calcium et de potassium.
La vue planaire de la cochlée humaine (typique de tous les mammifères et de la plupart des invertébrés) montre où les fréquences spécifiques se produisent sur toute sa longueur. La fréquence est approximativement une fonction exponentielle de la longueur de la cochlée à l'intérieur de l'organe de Corti. Chez certaines espèces, comme les chauve-souris et les dauphins, la relation est étendue dans des zones spécifiques pour soutenir leur capacité de sonar actif.

#### Organe de Corti

Organe de corti

L'organe de Corti est composé de cellules ciliées, de fibres nerveuses et des structures annexes et de support. Cet organe sensori-nerveux de la cochlée forme un ruban d'épithélium sensoriel qui passe le long de la scala media. Il transforme les ondes sonores mécaniques en signaux électriques pour les neurones grâce à ses cellules ciliées. Due aux mouvements de la fenêtre ovale, la périlymphe de la scala vestibuli vibre et fait onduler la membrane basilaire vers le haut et le bas. Ce mouvement active les cellules ciliées qui envoient un signal vers les fibres nerveuses. Le trajet d'innombrables nerfs commence par cette première étape : d'ici, des processus supplémentaires mènent à une panoplie de réactions et de sensations auditives.

#### Cellules ciliées

Cellules ciliées externes et internes

Les cellules ciliées sont des cellules de forme de colonne, chacune comprenant un ensemble de 100 à 200 cils spécialisés au sommet (stéréocils). Il existe deux types de cellules ciliées : les cellules ciliées internes et les cellules ciliées externes.
- Les cellules ciliées internes sont les mécanorécepteurs de l'audition : elles transforment la vibration du son en activité électrique dans les fibres nerveuses, qui est transmise au cerveau. L'énergie sonore provoque des changements dans la forme de ces cellules, ce qui sert à amplifier les vibrations sonores d'une manière spécifique à la fréquence. La membrane tectoriale repose légèrement sur les cils les plus longs des cellules ciliées internes. Elle se déplace d'avant en arrière à chaque cycle sonore, faisant basculer les cils, ce qui déclenche les réponses électriques des cellules ciliées. Les cellules ciliées internes ont une forme en poire et n'ont pas de capacité à se contracter. Elles forment une rangée de cellules et on en retrouve 3500 par cochlée. Les fibres afférentes font directement contact avec les cellules ciliées internes. Les cellules ciliés internes perçoivent les sons en termes d'intensité (fort ou faible) et de fréquence (grave ou aigu). En d'autres mots, elles ont un rôle dans la sélectivité fréquentielle.
- Les cellules ciliées externes sont une structure motrice. L'énergie sonore provoquent des changements dans la forme de ces cellules, servant à amplifier les vibrations sonores d'une manière spécifique à la fréquence. Les cellules ciliées externes ont une forme en bâtonnets. Elles forment trois rangées de cellules et on en retrouve 12000 par cochlée. Les fibres afférentes et efférentes font contact avec les cellules ciliées externes. Elles ont un rôle dans la spécialisation du son. Les cellules ciliées externes sont très sensibles aux effets nocifs du bruit et des médicaments et peuvent être endommagées.

#### Neurones
Les cellules ciliées internes et externes sont chacune innervées de deux façons. Il y a des fibres afférentes qui transmettent le message vers le système nerveux central et des fibres efférentes qui transmettent le message du système nerveux central aux cellules ciliées.
D'une part, les neurones afférents qui relient les cellules ciliées internes aux noyaux cochléaires ont le rôle de transmettre les messages auditifs au cerveau. Ce sont les neurones de type I (95% des neurones du ganglion spiral qui sont responsables de l'innervation afférentes des cellules ciliées internes et il y en a dix connectés par cellule ciliée interne. D'autre part, les neurones efférents ont comme rôle d'effectuer un rétrocontrôle afin de protéger les neurones contre un accident causé par une trop grande excitation de ceux-ci.
Ce sont les neurones de type II du ganglion spiral qui sont responsables de l'innervation afférente des cellules ciliées externes. Un seul neurone de type II est connecté à une dizaine de cellules ciliées externes. Cependant, le rôle des neurones afférents de cellules ciliées externes n'est pas encore bien connu. Les neurones efférents des cellules ciliées externes forment le système efférent médian qui a comme rôle de modérer la motilité des cellules ciliées externes.

## Système auditif central

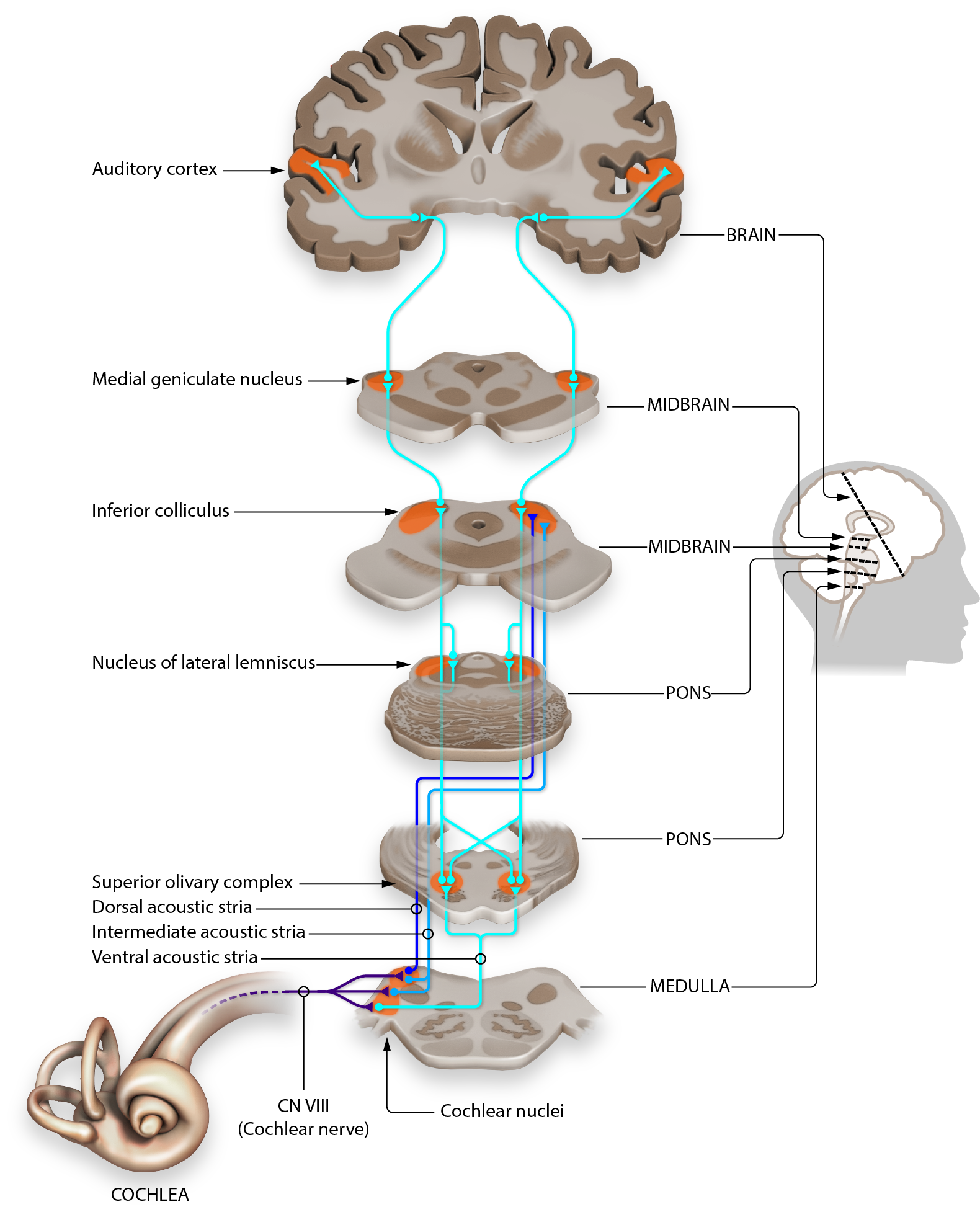
Parcours de l'audition. Le message est acheminé par plusieurs structures du tronc cérébral et du thalamus avant de rejoindre le cortex auditif.

### Trajet jusqu'au système auditif central (cortex auditif)

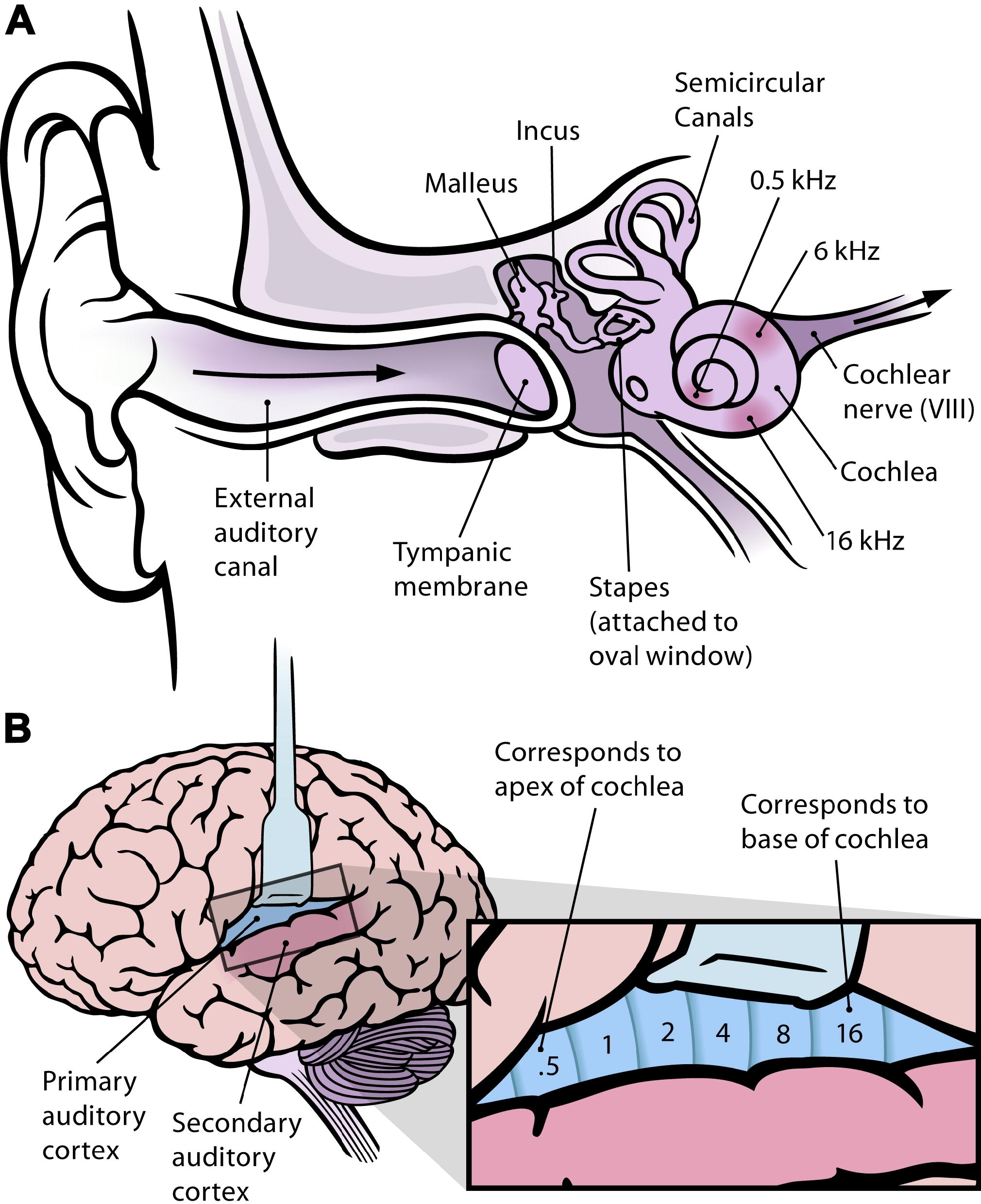
Tonotopie. Chaque fréquence a un emplacement spécifique sur la membrane basilaire: à l'apex de la cochlée, on retrouve les sons graves (basses fréquences) et à la base de la cochlée, les sons aigus (hautes fréquences).

Avant d'atteindre le cerveau et d'être traité par les aires auditives, le signal auditif doit traverser plusieurs structures. La première étant la cochlée et les cellules ciliées qui la composent. Le signal va ensuite rejoindre le ganglion spiral qui forme le nerf cochléaire. Les axones du nerf cochléaire rejoignent ensuite les axones du nerf vestibulaire, pour former le nerf vestibulo-cochléaire ou nerf auditif. C'est à partir de cette structure que le signal rejoint les parties internes du cerveau, c'est-à-dire le tronc cérébral. Donc, dans l'ordre, il passe par le noyau cochléaire, le complexe olivaire supérieur, le noyaux du lemniscus latéral et le colliculus inférieur. Il passe ensuite par le corps genouillé médian dans le thalamus avant d'atteindre finalement le cortex auditif et les différentes aires auditives.
La tonotopie est conservée tout au long du trajet du signal auditif. Donc, chaque structure mentionnée précédemment va voir une région spécifique s'activée selon la fréquence du son entendu.

## Problématiques du système auditif
De nombreux dysfonctionnements du système auditif existent. Ceux-ci peuvent être des troubles congénitaux, développementaux ou acquis au cours de la vie. On dénote des troubles qui présentent une prévalence plus accrue dans la population :
- Surdité
- Acouphènes
- Presbyacousie
- Barotraumatisme
- Maladie de Ménière
- Trouble du traitement auditif
- Synaptopathie cochléaire[10]
- Trauma acoustique[11]
- Ototoxicité
- L'intolérance aux sons :
  - Hyperacousie
  - Hypersonie
  - Phonophobie
  - Misophonie